# Бяла (община)
Бяла (болг. Община Бяла) — община у Варненській області Болгарії. Населення становить 3 762 особи (станом на 1 лютого 2011 р.). Адміністративний центр общини — однойменне місто.

## Населенні пункти общини
- Дюлино